# Kanton Cotacachi
Der Kanton Cotacachi, auch Kanton Santa Ana de Cotacachi, befindet sich in der Provinz Imbabura im Norden von Ecuador. Er besitzt eine Fläche von 1687 km². Im Jahr 2022 lag die Einwohnerzahl bei rund 53.000. Verwaltungssitz des Kantons ist die Kleinstadt Cotacachi mit 8848 Einwohnern (Stand 2010). Der Kanton Cotacachi wurde am 6. Juli 1861 gegründet.

## Lage
Der Kanton Cotacachi befindet sich im Westen der Provinz Imbabura. Die 2418 m hoch gelegene Stadt Cotacachi befindet sich 17 km westsüdwestlich der Provinzhauptstadt Ibarra. Nordwestlich der Stadt Cotacachi erhebt sich der 4944 m hohe Vulkan Cotacachi. An dessen Südflanke befindet sich der Calderasee Laguna Cuicocha. Der Osten des Kantons liegt im Einzugsgebiet des Río Ambi, linker Quellfluss des Río Mira. Der Río Intag entwässert den zentralen und westlichen Teil des Kantons in westlicher Richtung. Im äußersten Westen erstreckt sich der Kanton entlang dem Nordufer von Río Indag und Río Guayllabamba.
Der Kanton Cotacachi grenzt im Nordosten an den Kanton San Miguel de Urcuquí, im zentralen Osten an den Kanton Antonio Ante, im Südosten an den Kanton Otavalo, im Südwesten an die Provinz Pichincha sowie im Nordwesten an die Provinz Esmeraldas.

## Verwaltungsgliederung
Der Kanton Cotacachi ist in die Parroquias urbanas („städtisches Kirchspiel“)
- El Sagrario
- San Francisco

und in die Parroquias rurales („ländliches Kirchspiel“)
- 6 de Julio de Cuellaje
- Apuela
- García Moreno (Llurimagua)
- Imantag
- Peñaherrera
- Plaza Gutiérrez (Calvario)
- Quiroga
- Vacas Galindo (El Churo)

gegliedert.

## Geschichte
Entwicklung der Einwohnerzahl im Kanton Cotacachi bei landesweiten Volkszählungen zum jeweiligen Gebietsstand:
| Jahr                    | Einwohner | +/-    |
| ----------------------- | --------- | ------ |
| 1950                    | 23.756    | –      |
| 1962                    | 26.199    | 10,3 % |
| 1974                    | 29.547    | 12,8 % |
| 1982                    | 31.912    | 8 %    |
| 1990                    | 33.250    | 4,2 %  |
| 2001                    | 37.215    | 11,9 % |
| 2010                    | 40.036    | 7,6 %  |
| 2022                    | 53.001    | 32,4 % |
| Datenherkunft: Wikidata |           |        |

## Ökologie
Der Vulkan Cotacachi und der Vulkansee Laguna Cuicocha befinden sich innerhalb des Nationalparks Cotacachi Cayapas. Im Westteil des Kantons liegt das Schutzgebiet Bosque Protector Los Cedros.